# Island Records
Pour les articles homonymes, voir Island.
Island Records est une société d'édition musicale fondée en 1959 par Chris Blackwell. Elle fait partie du groupe Universal Music.

## Histoire

### Premières décennies
Island Records est fondé le 4 juillet 1959 en Jamaïque par Chris Blackwell, Graeme Goodall et Leslie Kong, et financé par Stanley Borden de RKO. Son nom est inspiré de la chanson de Harry Belafonte Island in the Sun,. Blackwell expliquera en 2009 : « J'aimais tellement la musique que je voulais en faire partie ou m'en rapprocher le plus possible ».
En 1962 son siège est transféré à Londres (Angleterre). Elle se spécialise d'abord dans le reggae en important les disques d'artistes jamaïcains comme Jimmy Cliff, les Skatalites et Bob Marley. En 1968, la société absorbe B&C Records et commence à s'intéresser à la musique folk rock en publiant les disques de Jethro Tull, King Crimson, Free, Cat Stevens et Fairport Convention.

En 1975, Funky Kingston du groupe Toots and the Maytals est le premier album distribué par Island Records. Le critique musical Lester Bangs décrivit l'album dans Stereo Review comme « la perfection, l'ensemble le plus passionnant et diversifié de chansons de reggae par un artiste... » En tant que fondateur d’Island Records, Chris Blackwell dit à propos du groupe : « The Maytals ne ressemblaient à personne…leur son était sensationnel, brut et dynamique ». À l’origine, The Maytals étaient uniquement un trio vocal, mais après avoir signé avec Island Records en 1975, Chris Blackwell fait en sorte que le groupe d’enregistrement devienne The Maytals avec comme leader le chanteur Toots Hibbert, et forme ainsi Toots and the Maytals. Les premiers instrumentistes ajoutés au groupe comprenaient Jackie Jackson, Hux Brown, Rad Bryan et Paul Douglas. En novembre 2016, Jackie Jackson décrit la formation du groupe dans une interview radio pour Kool 97 FM Jamaïque. Accompagné par Paul Douglas et Radcliffe « Dougie » Bryan en studio, il explique : 

« Nous sommes tous des membres originaux du groupe Toots and the Maytals. D’abord, Toots and the Maytals c’était trois gars : Toots, Raleigh et Jerry... ils ont ensuite été signés par Island Records, Chris Blackwell. Et on était leur groupe d’enregistrement. Un jour, nous avons été appelés chez Blackwell. Et il nous dit : « Bien, messieurs, je pense qu’il est temps. On dirait bien que ce Toots and the Maytals va avoir du succès. » À ce moment-là, il avait déjà signé Bob. Alors dans son camp, Island Records, il y avait Toots and the Maytals et Bob Marley. On parlait du reggae qui devenait international. On a continué de se voir et il (Blackwell) a décidé que le groupe d’accompagnement qui accompagne toutes les chansons, le groupe qui enregistre, devait devenir le groupe the Maytals. Alors, nous avons été tous réunis en tant que Toots and the Maytals. Et nous sommes aussi devenus The Maytals. Et puis on a pris la route en 1975. (...) On a fait la première partie de Eagles, Linda Ronstadt et Jackson Browne. On a fait la première partie de The Who pendant environ deux semaines ». »

### Années 1980–1990
En 1980, Blackwell signe avec le groupe irlandais U2, qui va devenir la principale source de revenus de la société. En 1981, Charlélie Couture devient le premier artiste français signé par le label.
En juillet 1989, Blackwell vend Island Records et Island Music au groupe PolyGram UK pour 180 millions de livres sterling ; il explique en 2009 : « C'était devenu trop gros et trop corporatif pour moi et je ne pouvais pas vraiment m'en occuper. » À la suite de la vente, Island n'est plus une société indépendante, mais Blackwell se voit confier un poste au sein du conseil d'administration de PolyGram et reste PDG de la nouvelle division Island Entertainment de PolyGram pendant dix ans. PolyGram commence immédiatement à rééditer une grande partie du catalogue d'Island sur disque compact et élargit la portée d'Island grâce à son réseau mondial de fabrication et de distribution, mais le label était relativement peu concentré dans les années 1990. Entre 1992 et 1995, Island avait un sous-label appelé Island Red Label, qui se concentrait sur les artistes indépendants. En 1996, Polygram réunit Island Records et Def Jam, un autre de ses labels, dans le Island Def Jam Music Group. Trois ans plus tard, PolyGram est rachetée par le groupe canadien Seagram et ses sociétés sont intégrées à Universal Music.
Blackwell met finalement fin à son association avec la société en 1997, car la vie d'entreprise entravait l'esprit d'indépendance de sa vie personnelle. « Je n'ai jamais vraiment eu de travail jusqu'à ce que je vende Island à PolyGram en 1989. C'était devenu trop corporatif », commente-t-il par la suite. Après le départ de Blackwell, PolyGram met fin aux activités cinématographiques d'Island. Blackwell part fonder la société Palm Pictures et diriger une chaîne d'hôtels de charme à Miami, aux États-Unis et dans les Caraïbes, dont le très exclusif Goldeneye, autrefois la maison jamaïcaine du créateur de James Bond, Ian Fleming. En mai 1998, PolyGram et ses labels associés ont été rachetés par Seagram, qui annonce son intention d'intégrer PolyGram à UMG afin de réaliser, en l'espace de quelques années, des économies estimées entre 275 millions et 300 millions de dollars américains par an. Seagram a également expliqué que l'acquisition permettrait d'unir une présence internationale significative à une activité nationale florissante, étant donné que plus des trois quarts des ventes de PolyGram étaient réalisées en dehors des États-Unis.

### Années 2000–2010
En 2007, Antonio « L.A. » Reid (président du groupe depuis 2004) crée la filiale Island Urban Music, dont la direction est confiée à Jermaine Dupri, signant des groupes et artistes comme Jagged Edge.
En 2009, Island Records marque le 50e anniversaire de sa fondation en Jamaïque par Chris Blackwell en organisant une série de concerts et une exposition sous la bannière Island 50. Ces événements étaient une célébration de l'esprit de rue, de l'indépendance et de l'imagerie visuelle frappante qui sont au cœur de la créativité du label. Ces festivités se sont articulées autour d'une semaine de concerts au Shepherd's Bush Empire et au Bush Hall à Londres. Les concerts ont permis de retracer l'histoire du label, depuis ses racines reggae et jazz jusqu'à l'ère moderne. Parmi les artistes présents figuraient Sly and Robbie, Ernest Ranglin, Paul Weller, The Compass Point All Stars, The I Threes, Aswad, Kid Creole and the Coconuts, Grace Jones, Steel Pulse, Keane, Tom Tom Club, Toots and the Maytals, The Mighty Diamonds, Yusuf Islam/ Cat Stevens, Bombay Bicycle Club, Baaba Maal et U2. Un autre hommage à Island 50 a eu lieu pendant quatre nuits au festival de jazz de Montreux, en Suisse, avec Marianne Faithfull, Grace Jones et Sly & Robbie, et Chris Blackwell a tenu une séance de questions-réponses.
Dans les années 2010, la société édite également les albums de groupes et artistes comme Sum 41, Keane, Evanescence, Hoobastank, The Cranberries, The Airborne Toxic Event, Tom Waits, The Killers, PJ Harvey, Usher, Mariah Carey ou encore Justin Bieber.
En mai 2018, le président sortant David Massey quitte Island pour rejoindre la relance d'Arista Records par Sony Music Entertainment. Darcus Beese, OBE, prend le rôle de président après le départ de Massey. Pour assurer la transition, Beese quitte le Royaume-Uni pour s'installer dans les bureaux d'Island dans les locaux d'Universal Music Group à New York.

### Septième décennie (depuis 2019)
Le 23 juillet 2020, Universal Music Group et sa filiale locale MCA Music lancent Island Records Philippines, la première succursale en Asie du Sud-Est du label créé il y a 61 ans,,. La succursale philippine est dirigée par Enzo Valdez, ancien cadre de Sony Music Philippines et de Sindikato Management.

## Manga Entertainment
Island World Communications, sous la direction de Blackwell et d'Andy Frain, crée Manga Entertainment Ltd, la division des films d'animation et des films japonais en prises de vues réelles d'Island en 1991. Cette année-là, Laurence Guinness, premier vice-président d'Island World Communications, acquiert la licence de distribution d'Akira à ICA Projects à Londres, et la distribution de ce qui était la première sortie du label est considérée comme une étape cruciale dans l'établissement de l'anime au Royaume-Uni. En 1994, Island vend les licences de distribution de la plupart des sorties de Manga à Siren Entertainment, une société de divertissement indépendante d'Australie. Ces droits sont ensuite cédés à Madman Entertainment en 1999, lorsque Siren est devenue uniquement une société d'acquisition.

## Groupes et artistes
Groupes et artistes actuels qui font ou ont fait partie du label (en 2015) :
- Amy Winehouse[22]
- Adam Eckersley Band[23]
- Afrojack[24]
- AlunaGeorge[24]
- American Authors[25]
- Lauren Aquilina[24]
- Avicii[25]
- Anthrax[25]
- Natalie Bang Bang[24]
- Banners[25]
- Madison Beer[25]
- Bellowhead[24]
- Justin Bieber[25]
- Bombay Bicycle Club[24]
- Bon Jovi[25]
- Clare Bowditch[23]
- Boy and Bear[23]
- Nick Brewer[24]
- Broods[23]
- Havana Brown[23]
- Jake Bugg[25]
- Andy Bull[23]
- Sinead Burgess[23]
- The Cairos[23]
- Catfish and the Bottlemen[24]
- Chasing Grace[24]
- Childish Gambino[24]
- Priyanka Chopra[26]
- Cimorelli
- Alex Clare[24]
- Sway Clarke II[24]
- JP Cooper[24]
- Connell Cruise[25]
- The Cranberries
- Taio Cruz[25]
- Jamie Cullum[24]
- Sabrina Carpenter
- Disclosure[24]
- Dizzee Rascal[24]
- Drake[24]
- Duffy[25]
- Demi Lovato[24]
- Eddie and the Hot Rods
- Empires[25]
- Fall Out Boy[25]
- Sam Feldt[25]
- Florence and the Machine[24]
- Brandon Flowers[25]
- Flyte[24]
- Jack Garratt[24]
- The Gaslight Anthem[25]
- George the Poet[24]
- Alexa Goddard[24]
- Gotye[24]
- Ariana Grande[24]
- Gyroscope[23]
- Half Moon Run[24]
- PJ Harvey[24]
- Ben Howard[24]
- Hozier[24]
- Enrique Iglesias[24]
- Ill Blu[24]
- Incubus[25]
- Elli Ingram[24]
- Jessie J[24]
- Luke James[25]
- Jinja Safari[23]
- Jack Johnson[24]
- Nick Jonas
- JUCE[24]
- July Talk[25]
- Just a Gent[23]
- The Karma Killers[25]
- Kate Boy[25]
- Keane[24]
- Kiesza[25]
- The Killers[25]
- Klangkarussell[24]
- Keshi
- Laleh[25]
- Tom Lark[23]
- Lawson[25]
- Annie Lennox[24]
- Leona Lewis[24]
- Little Green Cars[24]
- Demi Lovato[25]
- Mackintosh Braun[25]
- John Martin[24]
- McBusted[24]
- The McClymonts[23]
- Shawn Mendes[25]
- Mangu[25]
- Nicki Minaj[24]
- James Morrison[24]
- Mumford and Sons[24]
- The Naked and Famous[23]
- Neon Trees[25]
- Neulore[25]
- Nina Nesbitt[24]
- John Newman[24]
- Nova Rockafeller[25]
- Of Monsters and Men[24]
- Keke Palmer[25]
- Passenger[24]
- Peta and the Wolves[23]
- Petite Meller[24]
- Phantogram[24]
- Mike Posner[25]
- Prides[24]
- The Rails[24]
- Redcoats[23]
- Rizzle Kicks[24]
- Robyn[24]
- Route 94[25]
- Astrid S[25]
- Snow Patrol[25]
- Stromae[24]
- Suicide
- Eliot Sumner[24]
- That Poppy[25]
- Thundamentals[23]
- Timeflies[25]
- Tough Love[24]
- Tove Lo[25]
- Tribe Society[25]
- James TW[25]
- Two Inch Punch[24]
- U2[24]
- Ultravox[24]
- The Vamps[25]
- Jessie Ware[24]
- Chance Waters[23]
- The Weeknd[24]
- Weezer[24]
- Laura Welsh[25]
- Whilk and Misky[24]
- Gin Wigmore[23]
- Nikki Williams[25]
- Robbie Williams[24]
- Winterbourne[23]
- Woodkid[24]
- Wrabel[25]
- Yellow Claw[25]
- Will Young[24]

## Filiales et sous-labels
Cette liste est probablement incomplète et quelques dates sont incertaines.
- Antilles Records (1972-1998)
- Apollo Recordings (2006-2007)
- Black Swan Records (UK) (1963-1965 et milieu des années 1970)
- Dublekick Company (depuis 2010)
- Europa Recordings (2006-2007)
- EmArcy Records (depuis 2014)
- 4th & Broadway (1983-1998, depuis 2014)
- Gee Street Records (1990-1997)
- Island Masters (années 1980-1990 ; rééditions)
- Island Records Australia (depuis 2007)
- Island Reggae Greats (1985, série de compilations ; réédité sous plusieurs formes)
- Island Trading Company (holding de distribution américain sous PolyGram ; 1983-1989)[citation nécessaire]
- Manga Entertainment (1991-1997, transféré à Palm Pictures de Chris Blackwell, puis vendu à[Starz Media)
- Mercury Records (2014-2015)
- MonarC Entertainment (2002, fondé par Mariah Carey)
- Safehouse Records (depuis 2015, fondé par Demi Lovato, Nick Jonas, et Phil McIntyre) (depuis 2022)
- Mr. 305 Inc. (depuis 2022)
- Smash Records (1994-1999)
- So So Def Recordings (2007-2009, fondé par Jermaine Dupri)
- Springtime! (1981-1985)
- Stiff Records (1984-1986 uniquement)
- Stolen Transmission (2005-2007, resté indépendant jusqu'en 2008)[27]
- Sue Records (1963-1968)
- Surprise Records (milieu des années 1960, plus tard connu sous le nom de Sportdisc)
- TAG Records (2008-2009)
- Teen Island (2008-2011)
- Trojan Records (1967-1968 seulement)
- Tuff Gong (depuis 1990, fondé par Bob Marley)
- Witchseason Productions (Joe Boyd)